# Kishinouyeum breve
Kishinouyeum breve är en bönsyrseart som beskrevs av Wang 1993. Kishinouyeum breve ingår i släktet Kishinouyeum och familjen Mantidae. Inga underarter finns listade i Catalogue of Life.